# Démouville
Démouville ist eine französische Gemeinde mit 3017 Einwohnern (Stand: 1. Januar 2022) im Département Calvados in der Region Normandie; sie gehört zum Arrondissement Caen und zum Kanton Troarn.

## Geographie
Démouville ist ein Banlieue in etwa sieben Kilometer Entfernung im Osten von Caen. Umgeben wird Démouville von den Nachbargemeinden Cuverville im Norden, Sannerville im Osten, Cagny im Süden sowie Giberville im Westen.
Durch die Gemeinde führt die Autoroute A13.

## Geschichte
1066 wird der Ort als Demolt villa und bereits 1126 als Demouvilla erwähnt.

### Bevölkerungsentwicklung
| Jahr      | 1962 | 1968 | 1975 | 1982 | 1990 | 1999 | 2006 | 2011 |
| Einwohner | 788  | 1045 | 1373 | 2165 | 2495 | 3052 | 3143 | 3313 |

Quelle: INSEE

## Sehenswürdigkeiten

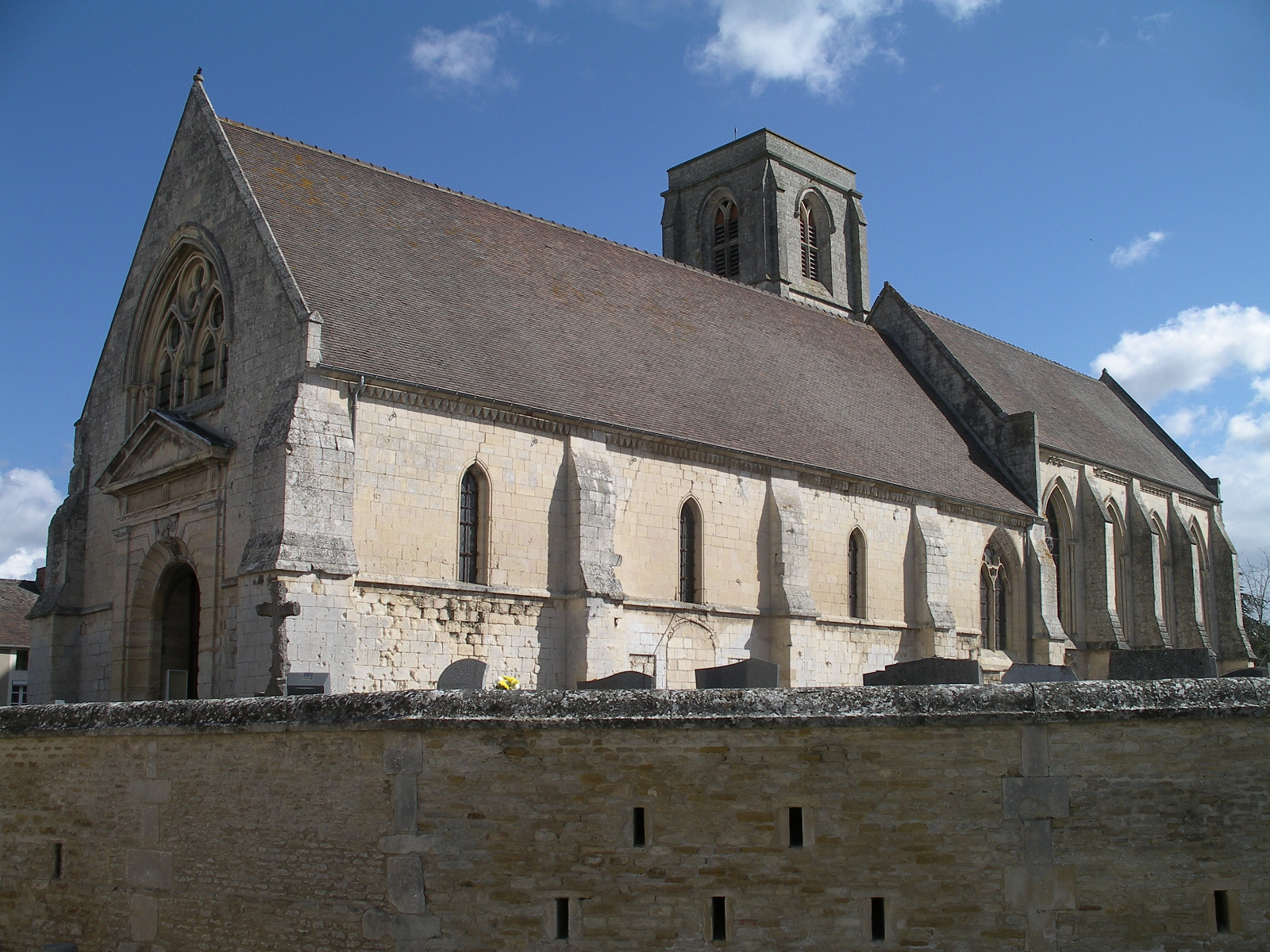
Kirche Notre-Dame

- Kirche Notre-Dame aus dem 13./14. Jahrhundert, Monument historique seit 1932

## Partnergemeinden
Seit 1987 besteht eine Partnerschaft mit der Samtgemeinde Wesendorf in Niedersachsen.